# Llano las Piedras
Llano las Piedras är en ort i Mexiko.   Den ligger i kommunen San Martín Texmelucan och delstaten Puebla, i den sydöstra delen av landet, 70 km öster om huvudstaden Mexico City. Llano las Piedras ligger 2 298 meter över havet och antalet invånare är 121.
Terrängen runt Llano las Piedras är platt österut, men västerut är den kuperad. Runt Llano las Piedras är det tätbefolkat, med 511 invånare per kvadratkilometer. Närmaste större samhälle är San Martin Texmelucan de Labastida, 3,6 km sydost om Llano las Piedras. Omgivningarna runt Llano las Piedras är en mosaik av jordbruksmark och naturlig växtlighet.